# بحران قانون اساسی ونزوئلا ۲۰۱۷
در ۲۹ مارس ۲۰۱۷، دادگاه عالی دادگستری (TSJ) ونزوئلا اختیارات قانونگذاری را از مجمع ملی گرفت. دادگاه با این تصمیم، عمدتاً از حامیان رئیس‌جمهور نیکلاس مادورو، حمایت کرد. همچنین مصونیت اعطا شده به اعضای مجمع را که بیشتر به مخالفان تعلق داشت، محدود کرد.
این تصمیم توسط برخی رسانه‌ها محکوم شد و تحلیلگران این حرکت را چرخشی به سوی استبداد و حکومت تک نفره توصیف کردند.
سیاستمداران در سرتاسر قاره آمریکا و همچنین رهبران سازمان ملل نسبت به این تصمیم ابراز نگرانی کردند و خواستار لغو آن شدند؛ اگرچه دولت ونزوئلا اعلام کرد که کودتایی صورت نگرفته‌است، اما در عوض تصمیم خود را به عنوان واکنشی به «اقدامات شبه کودتا» توسط مخالفان توجیه کرد.
در ۱ آوریل ۲۰۱۷، TSJ تا حدی تصمیم خود را لغو کرد و در نتیجه اختیارات مجلس ملی را احیا کرد. اما نارضایتی عمومی از آن تصمیم همچنان ادامه داشت، که منجر به اعتراضات و موجی از ناآرامی‌ها در این سال شد.